# Нафплион
На́фплион (На́вплион, Навплий, Навплия, греч. Ναύπλιο(ν)), реже Анапли (Ανάπλι) — исторический город в Греции, один из главных туристических центров страны. Находится на высоте 10 метров над уровнем моря, на побережье Арголидского залива на восточном «пальце» полуострова Пелопоннес на полуострове Арголида, в 94 километрах к юго-западу от Афин, в 33 километрах к юго-западу от Палеа-Эпидавроса и в 38 километрах к северо-востоку от Триполиса.
Административный центр одноимённой общины (дима) и периферийной единицы Арголида в периферии Пелопоннес. Население 14 203 жителя по переписи 2011 года.
Важнейший морской порт на востоке Пелопоннеса, с 1828 по 1833 годы служил первой столицей независимой Греции. В церковном отношении — центр Арголидской митрополии Элладской православной церкви.

## История

Общий вид на Нафплион с моря. Примерно 1880-е годы

Вид на крепость Паламиди. Примерно 1880-е годы

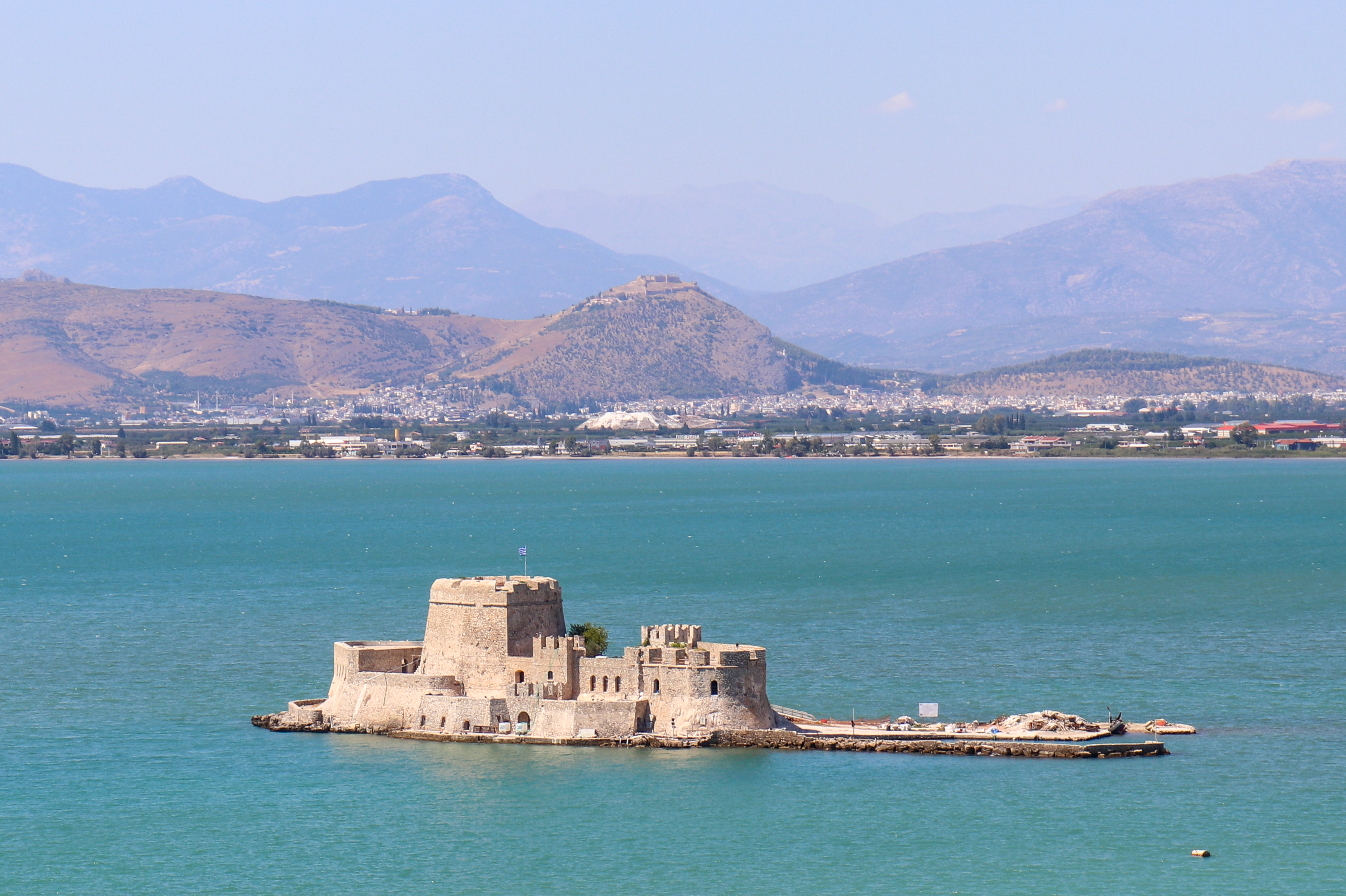
Форт Бурдзи

По преданию древний город Навплия (др.-греч. Ναυπλία, лат. Nauplia) основал Навплий, сын Посейдона и Амимоны. По Страбон название образовано от слов «приплывать на кораблях» (ἀπὸ τοῦ ταῖς ναυσὶ προσπλεῖσθαι).
Археологические раскопки доказали существование города уже в микенский период. Следы строений на акрополе Навплии — Акронавплия (Ич-Кале) восходят к 3-му тысячелетию до н. э., но каждая последующая эпоха добавляла свои фортификации. Акронавплия была обнесёна каменными стенами около 300 года до н. э. и образовывала укреплённый город до конца XV века, когда венецианцы построили нижний город Нафплион. Впервые город упоминается в древнеегипетских источниках около 1370 года до н. э. Город Навплия изначально был независимым, в VII веке до н. э. покорён аргивянами и служил гаванью Аргоса. В древности город значения не имел. Павсаний во II веке застал город покинутым жителями. По Павсанию в городе были руины храма Посейдона, пристань и источник Канаф. По местному преданию, купаясь в Канафе ежегодно, Гера становилась вновь девой.

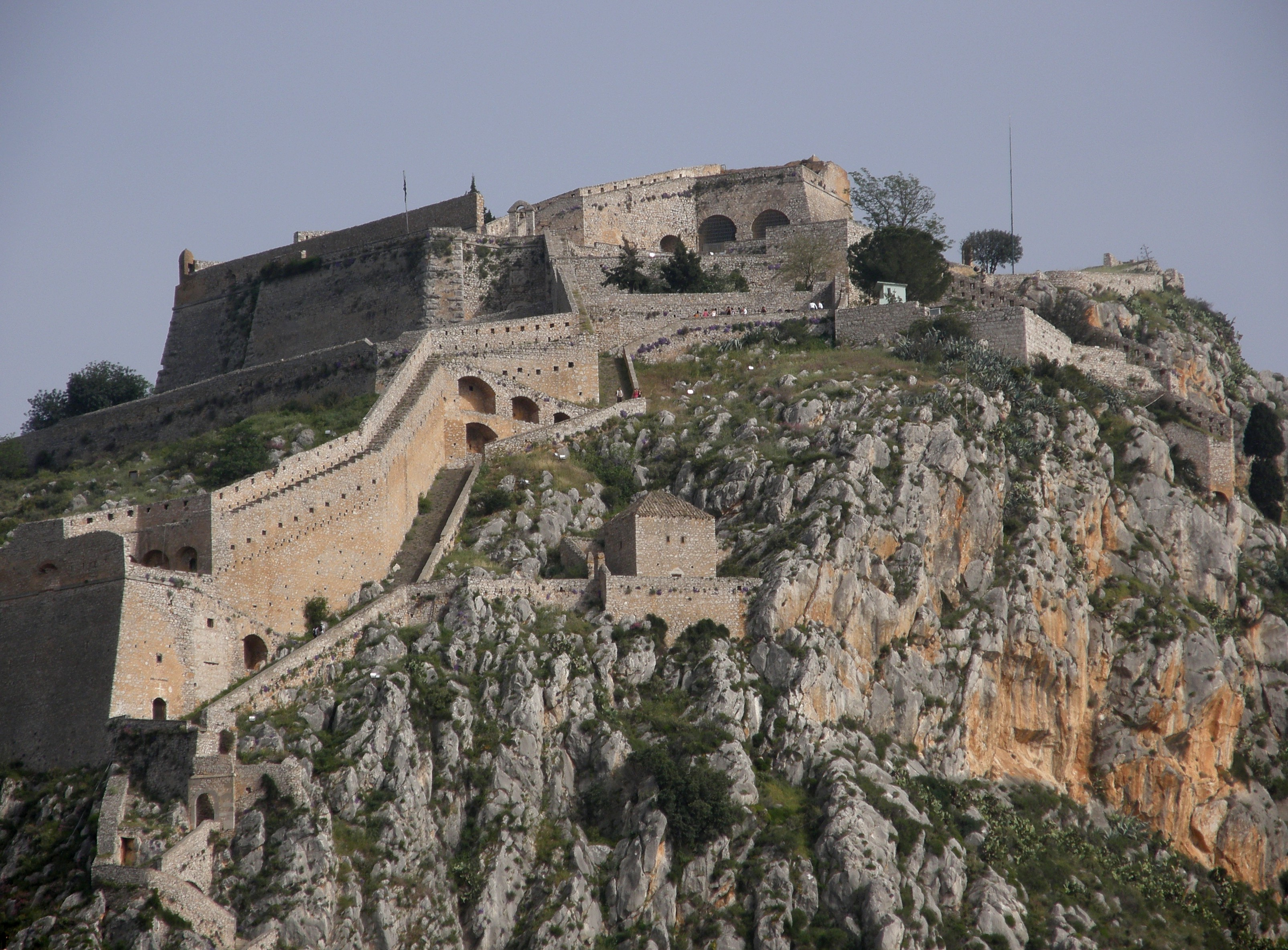
Замок Паламиди

На акрополе Навплии сохранились следы последовательно возводившихся средневековых укреплений — византийских, франкских, венецианских и турецких. В Средние века крепость была одним из главных пунктов Мореи. В византийский период с XI века значение укреплённого приморского торгового города возрастало. Правитель Нафплиона примерно с 1200 года Лев Сгур расширил границы своего княжества до города Лариса.

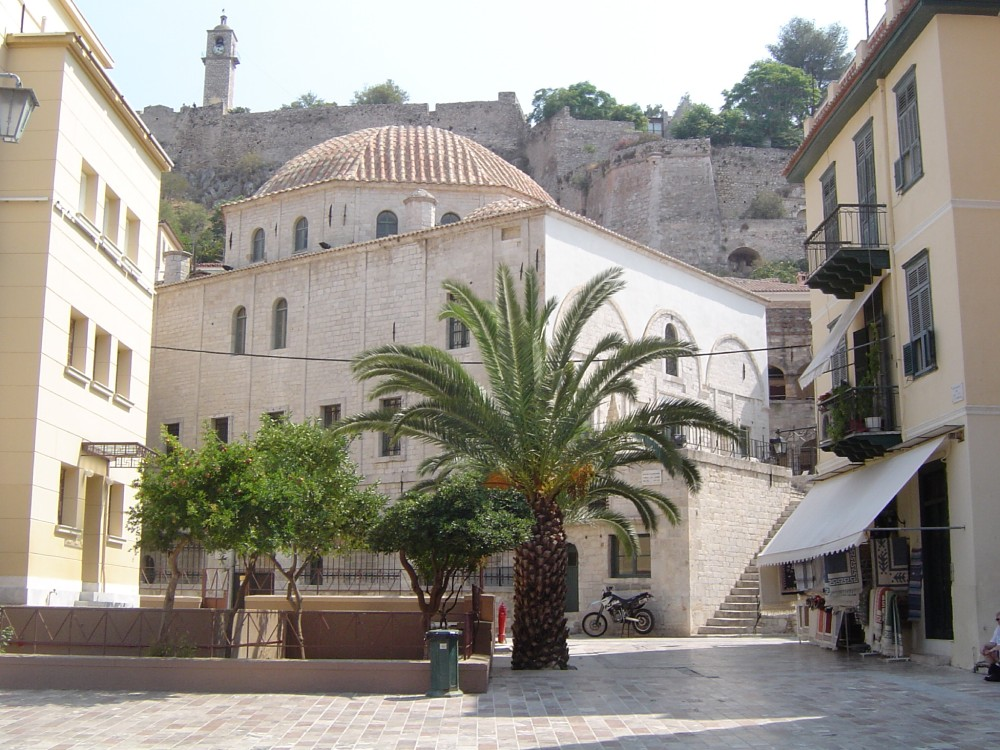
Мечеть Ага-Паша, в которой заседал булевтикон

После захвата Константинополя крестоносцами в 1204 году Нафплион достался французским рыцарям, был частью сеньории Аргос и Нафплион, принадлежащей герцогу Афинскому Оттону де ла Рош и его наследникам. В 1388 году Мария д’Энгьен продала крепость венецианцам. На короткое время в ходе войны был захвачен византийцами. Венецианцы называли город Наполи-ди-Романия (итал. Napoli di Romania — «Неаполь Романский», то есть Византийский). Венецианцы владели городом до 1539 года, когда его захватили турки. В 1686 году венецианцы отвоевали Нафплион и построили крепость Паламиди. В 1715 году Нафплион снова заняли турки. В ходе Греческой революции 1821—1829 гг. Нафплион с октября 1821 года осаждался греками, но крепость Акронавплия сдалась генералу Теодоросу Колокотронису лишь 3 декабря 1822 года, после того, как 29 ноября сдалась отряду греческих повстанцев под предводительством Стайкоса Стайкопулоса крепость Паламиди.
Учитывая сильные укрепления города, обосновавшееся тут правительство Греческой республики сделало город временной столицей. Третье Национальное собрание в Тризине в 1827 году приняло резолюцию о признании столицей и штаб-квартирой правительства и парламента Нафплиона. Первый правитель Греции Иоанн Каподистрия сделал Нафплион официальной столицей в 1829 году. Нафплион оставался столицей и после убийства Каподистрии в 1831 году, до 1834 года, когда король Оттон перенес столицу в Афины.

## Экономика
Нафплион является портом экспорта цитрусовых, поскольку Арголида является одной из основных областей их производства. Развито прибрежное рыболовство. Но основная отрасль экономики самого города — это туризм.

## Транспорт
По городу проходит национальная дорога 70 Аргос — Нафплион — Палеа-Эпидаврос.
Железнодорожная станция «Нафплион» была открыта в 1885 году и закрыта в 2011 году.

## Достопримечательности
Город известен, главным образом, морским фортом Бурдзи и крепостью Паламиди.

### Музеи и галереи
- Археологический музей[англ.] на площади Синтагматос (1713) — собрание находок микенской эпохи[14]
- Пелопонесский музей фольклора[греч.]
- Музей чёток
- филиал Национальной художественной галереи

### Религиозные сооружения
- кафедральный собор Айос-Еорьос (Святого Георгия, начало XVI века)
- церковь Айос-Анастасиос (покровителя города)
- церковь Айос-Констандинос-ке-Элени (Святых Константина и Елены)
- церковь Айос-Спиридон (Святого Спиридона, 1702)
- венецианская церковь Айион-Пандон (Всех Святых)
- церковь Айия-Триада (Святой Троицы)
- церковь Эвангелистрия
- монастырь Айос-Иоанис-Теологос (Святого Иоанна Евангелиста)
- католическая церковь Метаморфосис-Сотирас (Преображения Господня), известная как Франкоглисия, которая некогда была и монастырской церковью, и мечетью.
- мечеть Ага-Паша (тур. Ağa Paşa Cami), в которой заседал булевтикон[греч.], одна из двух палат первого национального собрания[греч.] во время Греческой революции 1821 года
- мечеть Улу (Ulu Cami), известная как Трианон (Τριανόν), ныне здание Археологического музея

### Особняки
- особняк Армансперга, наместника короля

## Сообщество Нафплион
В сообщество Нафплион (Κοινότητα Ναυπλιέων) входит остров Бурдзион. Население 14 203 жителя по переписи 2011 года. Площадь 8,984 км².
| Населённый пункт  | Население (2011), человек |
| ----------------- | ------------------------- |
| Бурдзион (остров) | 0                         |
| Нафплион          | 14 203                    |

## Население
| Год  | Население, человек |
| ---- | ------------------ |
| 1991 | 11 650             |
| 2001 | 13 124             |
| 2011 | ↗ 14 203           |

## Города-побратимы
- Бургас, Болгария (с 1984)[16]
- Цетине, Черногория (с 1995)[17]
- Кронштадт, Россия
- Мартиньяс-сюр-Жаль, Франция (с 1987)
- Ментона, Франция (с 1996)[18]
- Найлс, Иллинойс, США (с 1995)[19]
- Оттобрунн, Германия (с 1978)
- Поти, Грузия (с 1990)[16]
- Руайан, Франция (с 2005)[20]
- Ипсиланти, Мичиган, США (с 1997 года)
- Эрфтштадт, Германия

## Личности, связанные с Нафплионом
- Николай Грек (Nicolas Griego) — один из 18 выживших моряков экспедиции Магеллана, вернувшихся в Севилью на корабле «Виктория» в 1522 году, уроженец города.
- Райко, Николай Алексеевич (1794—1854) — при президентстве Каподистрии командовал крепостью Паламиди. После убийства Каподистрии вернулся в Россию, обосновался в Одессе и занялся шелководством.
- Дросис, Леонидас (1836—1882) — скульптор.
- Зимвракакис, Эммануил (1861—1928) — генерал, участвовал в Критском восстании 1897 года во главе студенческой фаланги, в Первую мировую войну — начальник штаба
- Зимвракакис, Эпаминондас (1863—1922) — генерал, участник Критских восстаний 1886 и 1897 годов и Первой мировой войны, уроженец города.
- Колокотронис, Панос (1836—1893) — полковник, участник похода в Фессалию, отличился добровольцем в сербо-турецкой войне.
- Агапинос, Сарантос (1880—1907) — офицер, родившийся в Нафплионе, борец за воссоединение Македонии с Грецией, убит болгарами.
- Боден, Нина (1925—2012) — английская писательница, жила в Нафплионе.
- Сотилис, Наполеон (1860—1953) — греческий генерал-лейтенант, участник Балканских войн, уроженец города.
- Терзакис, Ангелос (1907—1979) — писатель, уроженец города.
- Трикупис, Харилаос (1832—1896) — политический деятель, 7 раз занимал пост премьер-министра Греции с 1875 по 1895 годы, уроженец города.
- Логофетопулос, Константинос (1878—1961) — врач, сотрудничавший в годы Второй мировой войны с нацистами и возглавлявший греческое коллаборационистское правительство. Родился в Нафплионе.
- Мазаракис-Эниан, Константинос (1869—1949) — борец за воссоединение Македонии с Грецией, участник Балканских и Первой мировой войн, генерал-лейтенант, писатель-историк. Родился в Нафплионе.
- Кицикис, Никос (1887-1978) — инженер, академический преподаватель и политик.

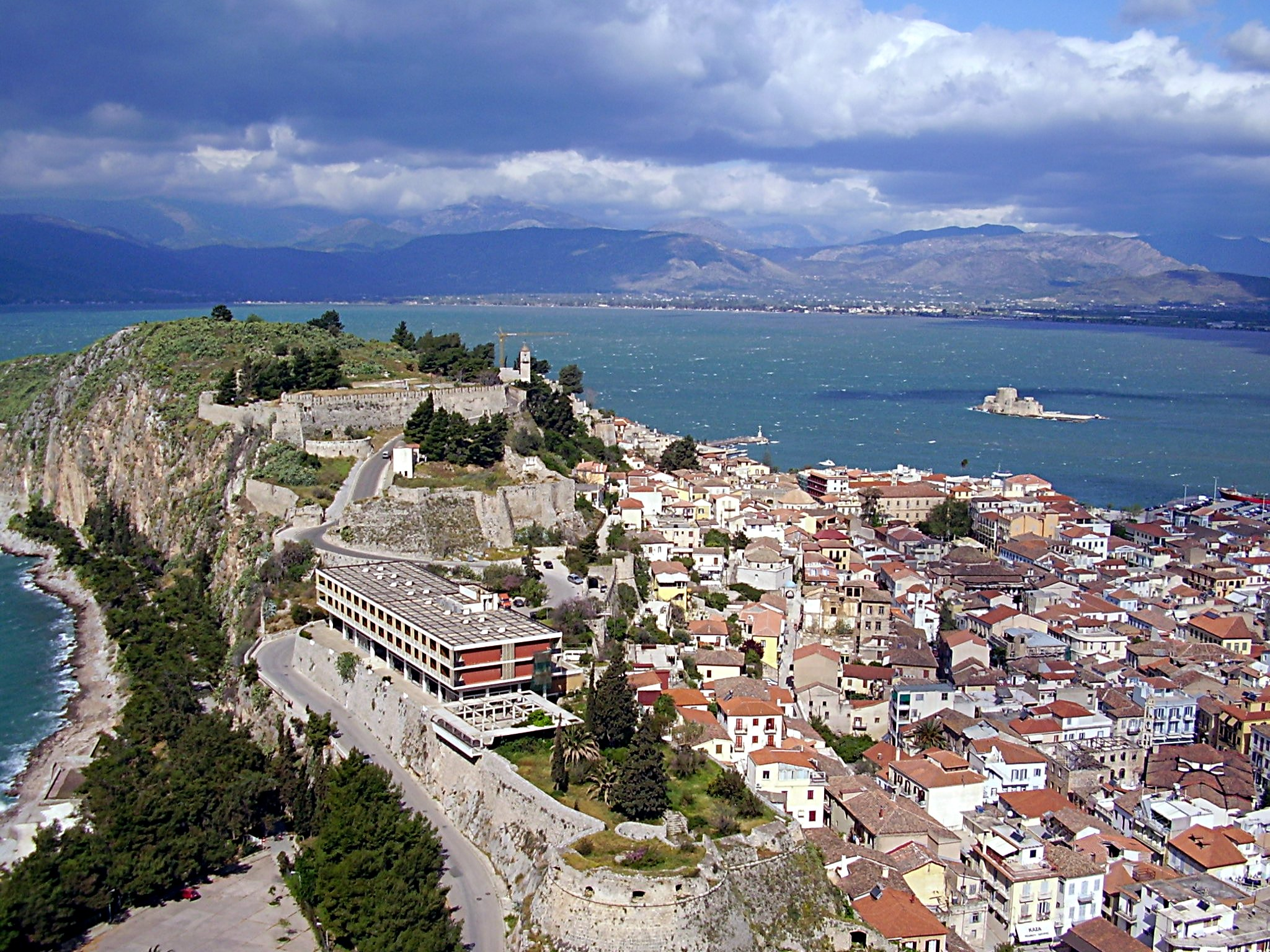
Вид на Нафплион из замка Паламиди
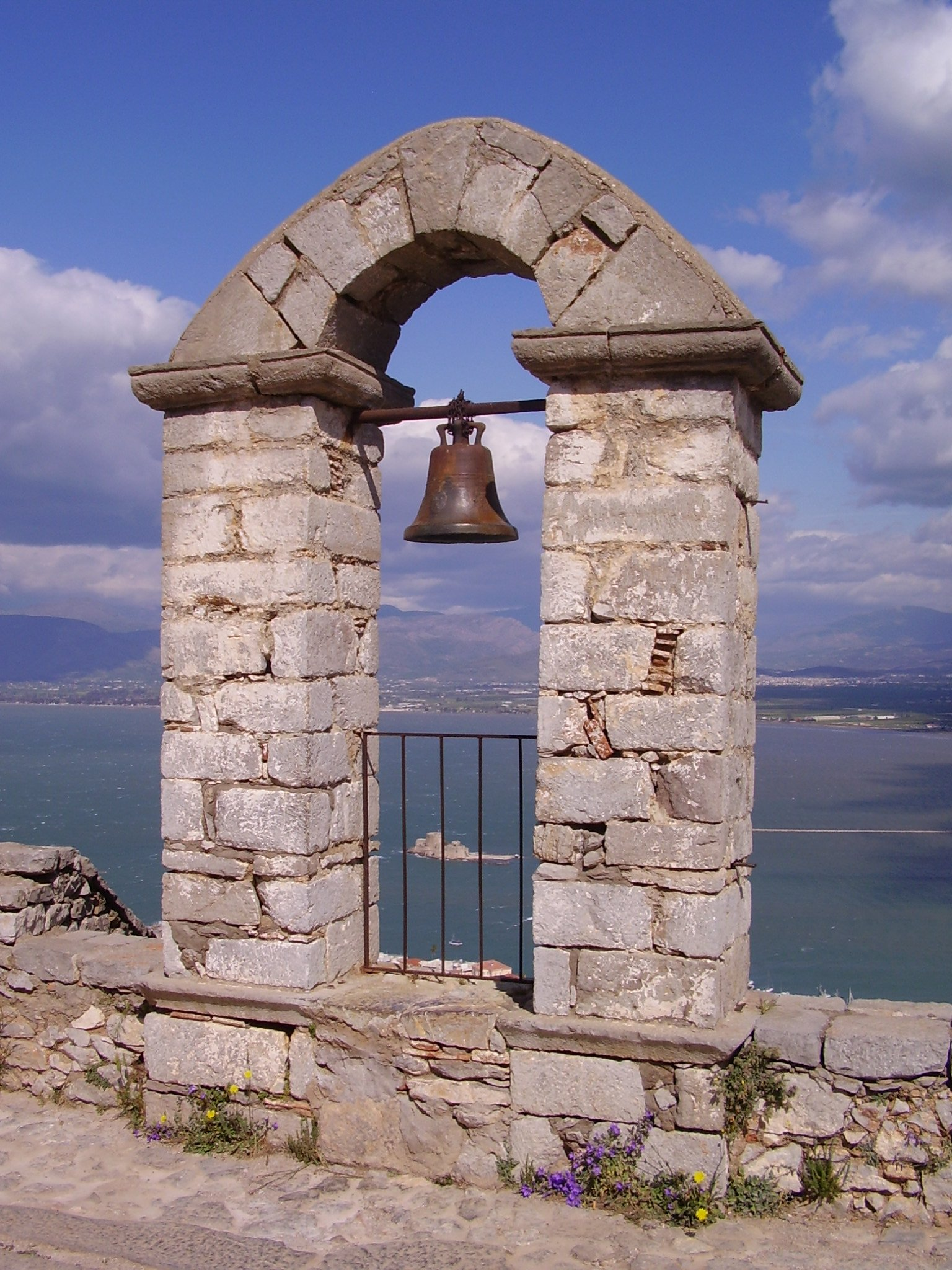
Вид из замка Паламиди
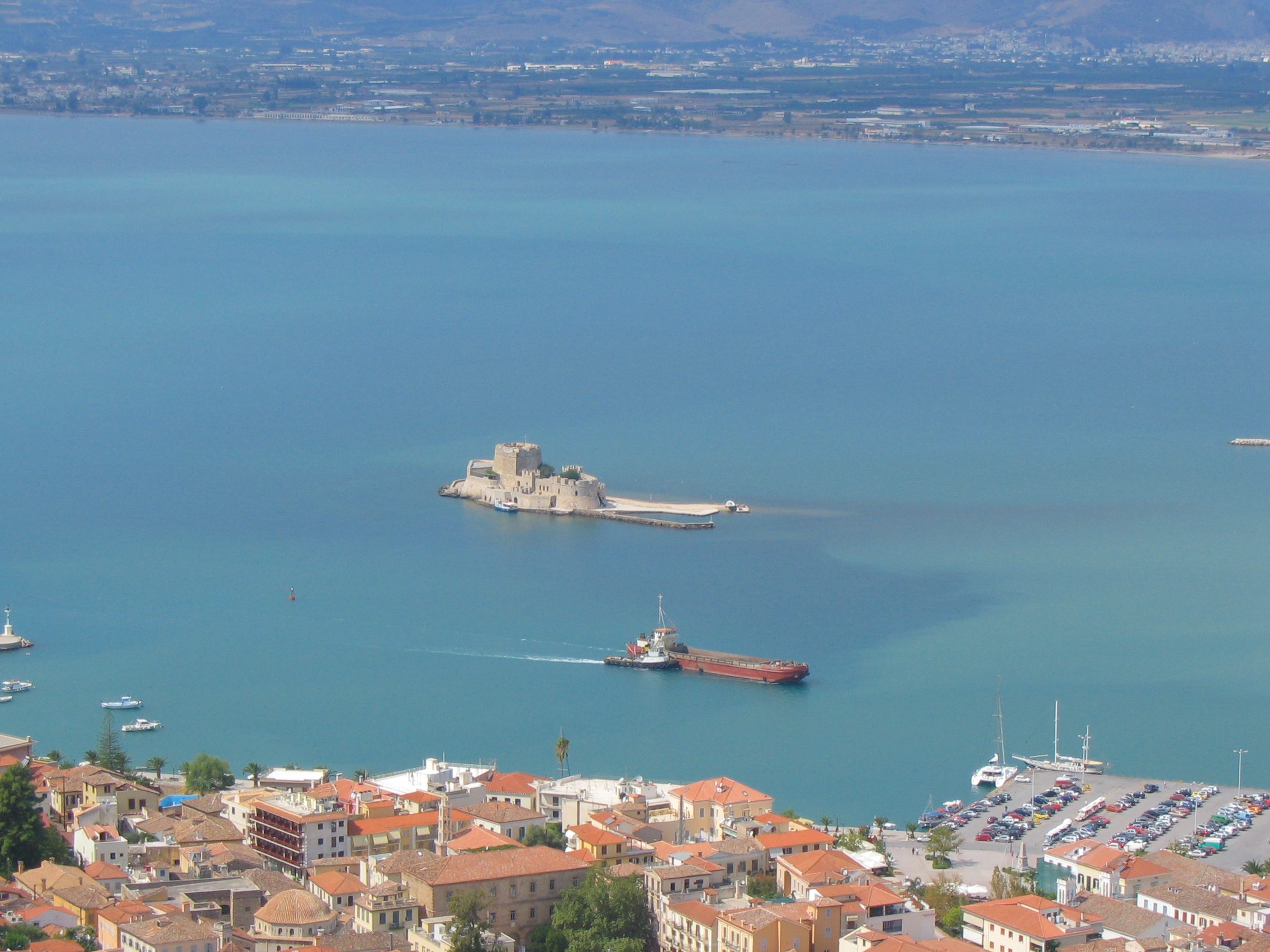
Вид на Бурдзи из замка Паламиди
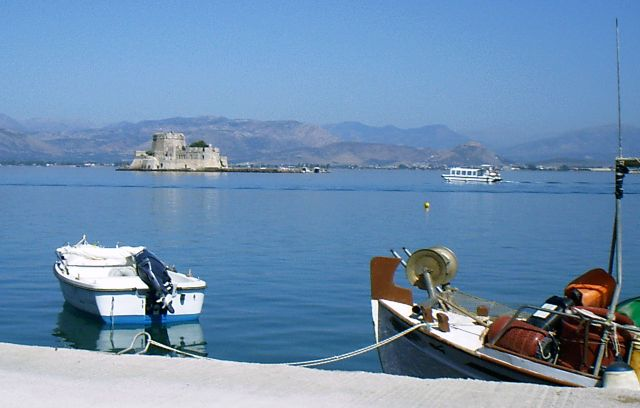
Гавань Нафплиона
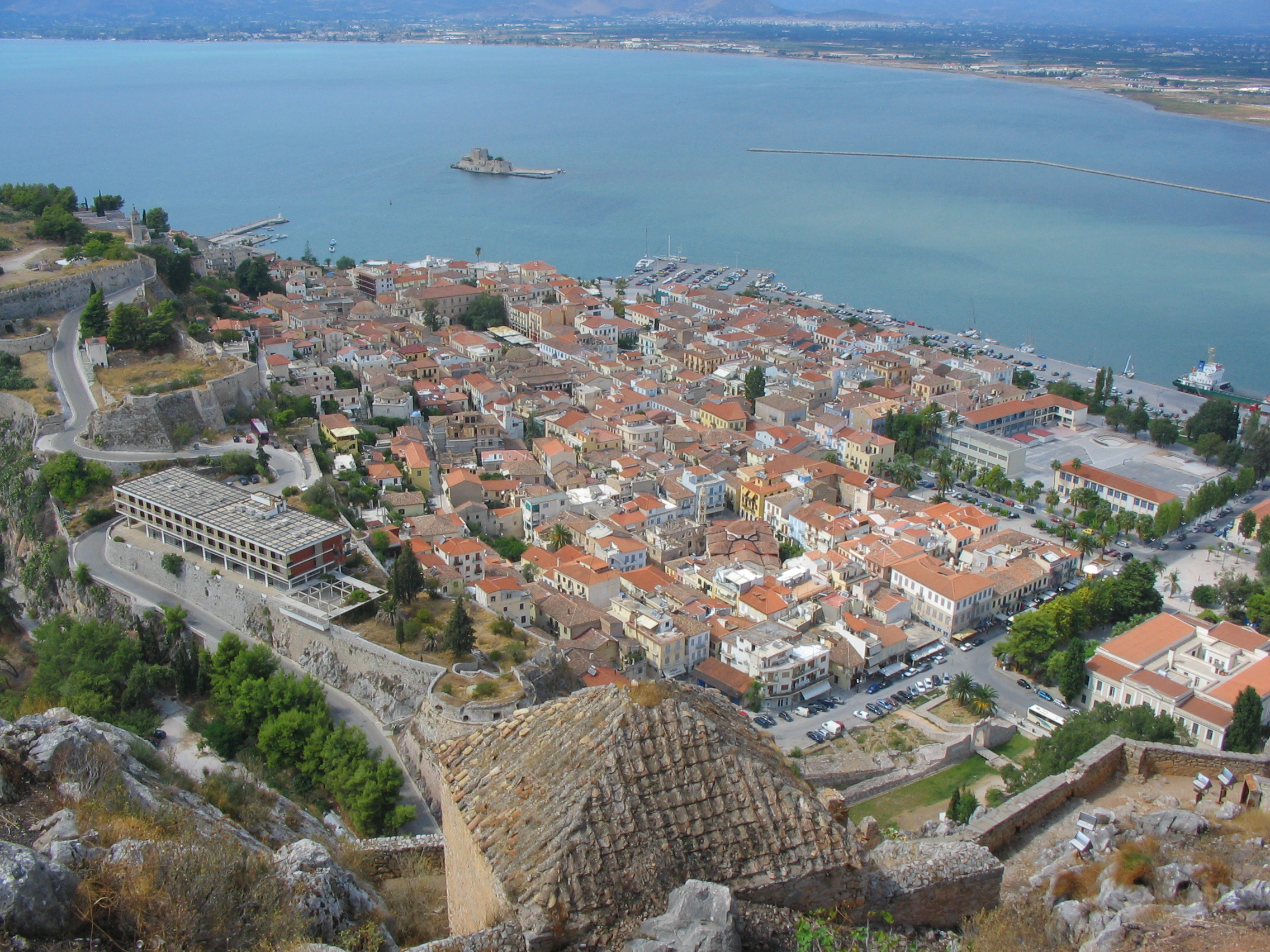
Вид на Нафплион из замка Паламиди